# Crkva sv. Marije u Žrnovnici
Crkva sv. Marije je crkva u Žrnovnici, na adresi ul. hrvatskih velikana.

## Opis
Sagrađena je 1363. godine.  Na mjestu stare župne crkve koja se prvi put spominje 1363.g., podignuta je nova crkva koja je posvećena 1727. godine. Od stare crkve sačuvana je apsida s prelomljenim svodom. Uz novu crkvu koja je jednobrodna građevina, nalazi se zvonik visine oko 20 m. Čitava građevina građena je od pravilno klesanih kvadera. Iznad ulaza je barokni nadvratnik, a iznad njega rozeta sa zvijezdom od kovanog željeza. Na lijevoj strani pročelja je kameni impost iz XI.-XII. st. s plitkim reljefom jahača koji probada životinju i troprutim pleterom. Unutar crkve su tri oltara i drveni kor.

## Zaštita
Pod oznakom Z-5345 zavedena je kao nepokretno kulturno dobro - pojedinačno, pravna statusa zaštićena kulturnog dobra.